# Liste der Naturdenkmäler im Landkreis Augsburg
Die Liste der Naturdenkmäler im Landkreis Augsburg nennt die Naturdenkmäler in den Städten und Gemeinden im Landkreis Augsburg in Bayern. Nach Art. 51 Abs. 1 Nr. 4 BayNatschG ist das Landratsamt des Landkreises Augsburg für den Erlass von Rechtsverordnungen über Naturdenkmäler (§ 28 BNatSchG) zuständig.

## Adelsried
In Adelsried ist ein Naturdenkmal verzeichnet.
| Bild                     | Bezeichnung    | Lage                                                                                          | Bemerkung |
| ------------------------ | -------------- | --------------------------------------------------------------------------------------------- | --------- |
| Felsaufschluss Adelsried | Felsaufschluss | Am Feldweg nach Aystetten, 300 m von der Kirche nach Osten (48° 25′ 35,7″ N, 10° 43′ 21,2″ O) | ND-06460  |

## Allmannshofen
In Allmannshofen sind diese Naturdenkmäler verzeichnet.
| Bild           | Bezeichnung     | Lage | Bemerkung |
| -------------- | --------------- | --- | --------- |
| weitere Bilder | 1 Kastanienbaum | Vor dem Wohnhaus Haus.-Nr. 5 in Holzen (48° 36′ 20,7″ N, 10° 48′ 54,6″ O)                                                     | ND-6461   |
| weitere Bilder | Lindenbäume     | Am Fuße der Klause bei der Kapelle, Abzweigung des Fußweges zur Klause Auf dem Schlossberg (48° 36′ 44,3″ N, 10° 48′ 52,5″ O) | ND-6462   |

## Altenmünster
In Altenmünster ist dieses Naturdenkmal verzeichnet.
| Bild                           | Bezeichnung | Lage                                                                           | Bemerkung |
| ------------------------------ | ----------- | ------------------------------------------------------------------------------ | --------- |
| 2 Linden südöstlich der Kirche | 2 Linden    | Hegnenbach. Südöstlich der Kirche St. Georg (48° 29′ 25,8″ N, 10° 37′ 18,6″ O) | ND-06464  |

## Biberbach
In Biberbach sind diese Naturdenkmäler verzeichnet.
| Bild               | Bezeichnung                                                                           | Lage                                                         | Bemerkung                                     |
| ------------------ | ------------------------------------------------------------------------------------- | ------------------------------------------------------------ | --------------------------------------------- |
| weitere Bilder     | Bewuchs (ursprüngliche Bezeichnung: alte Eichen und Hainbuchen sowie das Untergehölz) | Biberbach (48° 30′ 40,9″ N, 10° 48′ 50,1″ O)                 | flächiges Naturdenkmal mit 0,953 ha, ND-06465 |
| Naturdenkmal Linde | 2 Linden (ursprüngliche Bezeichnung: 4 Lindenbäume)                                   | Markt. Auf dem Schlossberg (48° 32′ 8,4″ N, 10° 48′ 26,9″ O) | ND-06467                                      |

## Bobingen
In Bobingen sind diese Naturdenkmäler verzeichnet.
| Bild                | Bezeichnung | Lage | Bemerkung                                      |
| ------------------- | --- | --- | ---------------------------------------------- |
|                     | 2 Linden (ursprüngliche Bezeichnung: Lindengruppe), bzw. „Zwei Linden (Frauenkapelle)“                           | Liebfrauenkirche Südausgang, Straße nach Wehringen (48° 15′ 49″ N, 10° 49′ 32,6″ O)                                            | ND-06468                                       |
| Stieleiche Waldburg | 1 Stieleiche, bzw. „Eiche am Berghornweg in Waldberg“                                                            | Waldberg. Berghornweg, Abzweigung Kreuzangerstraße. (48° 15′ 3,9″ N, 10° 41′ 43,2″ O)                                          | ND-06898                                       |
|                     | 1 Winterlinde, bzw. „Linde am Bildstock in Bobingen“                                                             | am historischen Bildstock, Max-Fischer-Straße, ca. 120 m östlich der Wertachbrücke in Bobingen (48° 16′ 4″ N, 10° 48′ 13,7″ O) | ND-06897                                       |
|                     | Lindenallee (ursprüngliche Bezeichnung: 16 Winterlinden), bzw. „Lindenallee im städtischen Friedhof in Bobingen“ | städtischer Friedhof, zwischen Maria-Hilf-Straße und Friedhofsgebäude (48° 16′ 17,4″ N, 10° 50′ 16,2″ O)                       | flächenhaftes Naturdenkmal, 0,124 ha, ND-06896 |

## Bonstetten
In Bonstetten sind diese Naturdenkmäler verzeichnet.
| Bild           | Bezeichnung | Lage                                                                                   | Bemerkung |
| -------------- | ----------- | -------------------------------------------------------------------------------------- | --------- |
| Hohlweg        | Hohlweg     | Am Heuberg (48° 26′ 19,8″ N, 10° 42′ 45,1″ O)                                          | ND-06469  |
| weitere Bilder | Hohlweg     | 70 m von der Kirche in Richtung Welden zum Friedhof (48° 26′ 27,4″ N, 10° 42′ 18,1″ O) | ND-06470  |

## Diedorf
In Diedorf sind diese Naturdenkmäler verzeichnet.
| Bild           | Bezeichnung               | Lage | Bemerkung                                 |
| -------------- | ------------------------- | --- | ----------------------------------------- |
|                | 1 Eiche                   | Anhausen. Am linken Ufer des Anhauser Baches auf der Anhöhe oberhalb des Fußballplatzes (48° 20′ 3,9″ N, 10° 46′ 7,2″ O) | ND-06471                                  |
| weitere Bilder | Brunnenberg beim Oggenhof | Willishausen (48° 21′ 31,8″ N, 10° 45′ 39,6″ O)                                                                          | flächenhaftes ND mit 4,726597 ha ND-06472 |

## Dinkelscherben
In Dinkelscherben sind diese Naturdenkmäler verzeichnet.
| Bild | Bezeichnung                                                      | Lage                                                                              | Bemerkung                                     |
| ---- | ---------------------------------------------------------------- | --------------------------------------------------------------------------------- | --------------------------------------------- |
|      | 1 Tümpel (ursprüngliche Bezeichnung: 2 Tümpel)                   | Am Waldrand 600 m NNW vom Zusameck (48° 21′ 29,2″ N, 10° 35′ 38,9″ O)             | ND-06474                                      |
|      | 1 Winterlinde                                                    | Ettelried. Winterlinde am östlichen Ortseingang (48° 20′ 27,3″ N, 10° 33′ 2,7″ O) | ND-06803                                      |
|      | 1 Linde                                                          | Häder. Am Nordende des Seitz’schen Hofes (48° 21′ 24,8″ N, 10° 38′ 20,3″ O)       | NS-06479                                      |
|      | Feldgehölz                                                       | Häder. Zwischen Dinkelscherben und Häder. (48° 21′ 9,3″ N, 10° 37′ 31,3″ O)       | ND-06478                                      |
|      | Erlenbruchwald am Rotwiesenweg                                   | Häder. Zwischen Dinkelscherben und Häder. (48° 20′ 23,3″ N, 10° 37′ 49,4″ O)      | flächiges Naturdenkmal mit 0,439 ha, ND-06480 |
|      | Flachmoorrest in den Vorderen Gallenteilen                       | Häder. (48° 20′ 42,1″ N, 10° 37′ 40,8″ O)                                         | flächiges Naturdenkmal mit 3,45 ha, ND-06476  |
|      | Flachmoorrest in den Sieben Vierteln und in der Sauren Viehweide | Häder. (48° 20′ 53,5″ N, 10° 37′ 26″ O)                                           | flächiges Naturdenkmal mit 3,77 ha, ND-06479  |
|      | Linde bei der Schreiberskapelle                                  | Häder (48° 21′ 25,2″ N, 10° 38′ 34,1″ O)ich                                       | ND-06481                                      |
|      | Achtstämmige Stiel-Eiche in Holzara                              | Holzara. (48° 18′ 3,3″ N, 10° 35′ 55″ O)                                          | ND-06813                                      |

## Fischach
In Fischach sind diese Naturdenkmäler verzeichnet.
| Bild | Bezeichnung               | Lage | Bemerkung                                    |
| ---- | ------------------------- | --- | -------------------------------------------- |
|      | 2 Linden                  | Kreuzanger. Tronetshofen Leonardikapelle (48° 16′ 0,6″ N, 10° 38′ 53,7″ O)                                                 | ND-06484                                     |
|      | Vögelebach                | Reitenbuch. (48° 18′ 30,3″ N, 10° 40′ 59,4″ O)                                                                             | flächiges Naturdenkmal mit 1,96 ha, ND-06483 |
|      | Eichen-Hainbuchen-Bestand | Willmatshofen. (48° 16′ 59,2″ N, 10° 39′ 29,1″ O)                                                                          | ND-06485                                     |
|      | 1 Eiche „Schwedeneiche“   | Wollmetshofen. 150 m südwestlich des Schlosses Elmischwang am Fußweg nach Langenneufnach. (48° 16′ 59″ N, 10° 37′ 20,8″ O) | ND-06486                                     |

## Gablingen
In Gablingen sind diese Naturdenkmäler verzeichnet.
| Bild                      | Bezeichnung               | Lage | Bemerkung                                    |
| ------------------------- | ------------------------- | --- | -------------------------------------------- |
|                           | 2 Linden                  | Am Friedhofeingang (48° 27′ 3,2″ N, 10° 49′ 12,3″ O)                                                                    | ND-06487                                     |
| Hohlweg „Holzgasse“       | Hohlweg „Holzgasse“       | Am südwestlichen Dorfausgang (48° 27′ 12,4″ N, 10° 48′ 41,6″ O)                                                         | flächiges Naturdenkmal mit 0,74 ha, ND-06488 |
| Eiche „Muttershofer Kopf“ | Eiche „Muttershofer Kopf“ | Lützelburg. Im Staatswald an der Straße nach Affaltern 1 km von der Kirche Lützelburg (48° 28′ 16,3″ N, 10° 46′ 0,2″ O) | ND-06489                                     |

## Gersthofen
In Gersthofen sind diese Naturdenkmäler verzeichnet.
| Bild                       | Bezeichnung                                   | Lage                                                                                   | Bemerkung                                     |
| -------------------------- | --------------------------------------------- | -------------------------------------------------------------------------------------- | --------------------------------------------- |
| weitere Bilder             | 1 Eiche (ursprüngliche Bezeichnung: 3 Eichen) | Batzenhofen. Am Kirchberg nördlich der Pfarrkirche. (48° 25′ 52,7″ N, 10° 48′ 47,5″ O) | ND-06491                                      |
| Linden an der Angerkapelle | Linde an der Angerkapelle                     | Batzenhofen. Ca. 700 m westlich der Pfarrkirche (48° 25′ 40,4″ N, 10° 48′ 13,5″ O)     | ND-06490                                      |
| weitere Bilder             | Schmuttersteilhänge                           | Hirblingen (48° 26′ 1,9″ N, 10° 49′ 35,9″ O)                                           | flächenhaftes Naturdenkmal 3,502 ha, ND-06494 |

## Gessertshausen
In Gessertshausen waren diese Naturdenkmäler verzeichnet.
| Bild | Bezeichnung                                   | Lage                                                                            | Bemerkung                                    |
| ---- | --------------------------------------------- | ------------------------------------------------------------------------------- | -------------------------------------------- |
|      | 1 Linde (ursprüngliche Bezeichnung: 4 Linden) | 200 m östlich der Bahnhofstraße. (48° 19′ 52,6″ N, 10° 44′ 12,3″ O)             | vermutlich gefällt, ND-06825                 |
|      | Streuwiese                                    | Margertshausen. südwestlich von Margertshausen (48° 18′ 17″ N, 10° 41′ 32,4″ O) | flächiges Naturdenkmal mit 0,26 ha, ND-06495 |

## Großaitingen
In Großaitingen ist dieses Naturdenkmal verzeichnet.
| Bild           | Bezeichnung                | Lage                                                              | Bemerkung                                    |
| -------------- | -------------------------- | ----------------------------------------------------------------- | -------------------------------------------- |
| weitere Bilder | Hangmoor an der Schwarzach | Reinhartshofen. Südlich Waldberg (48° 14′ 32″ N, 10° 41′ 35,3″ O) | flächiges Naturdenkmal mit 1,47 ha, ND-06496 |

## Horgau
In Horgau sind diese Naturdenkmäler verzeichnet.
| Bild         | Bezeichnung   | Lage                                                                                        | Bemerkung |
| ------------ | ------------- | ------------------------------------------------------------------------------------------- | --------- |
|              | Gehölzbestand | auf dem Burgstall bei Schäfstoß 48° 23′ 16,5″ N, 10° 42′ 15,9″ O                            | ND-06499  |
| Lindenstumpf | Linde         | Horgauergreut. 80 m nördlich des früheren Feuerwehrhauses (48° 24′ 0,4″ N, 10° 41′ 34,9″ O) | ND-06498  |

## Kleinaitingen
In Kleinaitingen ist dieses Naturdenkmal verzeichnet.
| Bild | Bezeichnung                                | Lage                              | Bemerkung                                   |
| ---- | ------------------------------------------ | --------------------------------- | ------------------------------------------- |
|      | Lechheideflächen östlich von Kleinaitingen | (48° 13′ 8,7″ N, 10° 51′ 44,5″ O) | flächiges Naturdenkmal mit 3,3 ha, ND-06500 |

## Klosterlechfeld
In Klosterlechfeld sind diese Naturdenkmäler verzeichnet.
| Bild           | Bezeichnung                                    | Lage                                                              | Bemerkung                                                    |
| -------------- | ---------------------------------------------- | ----------------------------------------------------------------- | ------------------------------------------------------------ |
|                | 3 Linden (ursprüngliche Bezeichnung: 6 Linden) | freier Gemeindeplatz. (48° 9′ 30,7″ N, 10° 49′ 48,5″ O)           | ND-06502                                                     |
| weitere Bilder | Lechheidegrube                                 | Lechheidegrube bei Klosterlechfeld (48° 9′ 15,6″ N, 10° 50′ 1″ O) | flächiges Naturdenkmal „Alte Schachtel“ mit 2,6 ha, ND-06501 |

## Kühlenthal
In Kühlenthal ist dieses Naturdenkmal verzeichnet.
| Bild           | Bezeichnung                                   | Lage | Bemerkung |
| -------------- | --------------------------------------------- | --- | --------- |
| weitere Bilder | 1 Linde (ursprüngliche Bezeichnung: 2 Linden) | Anzenhof, Neben der Kapelle des Xaver Kratzer (Richtung Wortelstetten) (48° 34′ 35,5″ N, 10° 46′ 38,2″ O) | ND-06503  |

## Kutzenhausen
In Kutzenhausen ist dieses Naturdenkmal verzeichnet.
| Bild | Bezeichnung | Lage                                                                                                | Bemerkung |
| ---- | ----------- | --------------------------------------------------------------------------------------------------- | --------- |
|      | 2 Linden    | Rommelsried. 500 m östlich des Dorfes bei der St. Ursula-Kapelle (48° 22′ 16,5″ N, 10° 43′ 14,1″ O) | ND-06507  |

## Langenneufnach
In Langenneufnach sind diese Naturdenkmäler verzeichnet.
| Bild | Bezeichnung           | Lage                                                               | Bemerkung |
| ---- | --------------------- | ------------------------------------------------------------------ | --------- |
|      | Lindengruppe, 5 Stück | Am Feldkreuz nach Wollmetshofen (48° 16′ 22,5″ N, 10° 36′ 16,9″ O) | ND-06508  |
|      | 2 Linden              | Ortseinfahrt von Mickhausen (48° 15′ 18,2″ N, 10° 36′ 11,4″ O)     | ND-06509  |

## Langerringen
In Langerringen sind diese Naturdenkmäler verzeichnet.
| Bild | Bezeichnung                               | Lage                                                                                                   | Bemerkung                                    |
| ---- | ----------------------------------------- | --- | -------------------------------------------- |
|      | Baumgruppen, ca. 60 Erlen, Eschen, Birken | Gennach. An der Straße nach Ettringen, ca. 100 m westlich Gennach (48° 7′ 16,8″ N, 10° 42′ 6,8″ O)     | ND-06510                                     |
|      | Weißdornhecke mit Baumbestand             | Schwabmühlhausen. Ostseite der Straße. Langerringen-Schwabmühlhausen (48° 6′ 54,4″ N, 10° 46′ 30,8″ O) | flächiges Naturdenkmal mit 0,69 ha, ND-06511 |

## Meitingen
In Meitingen sind diese Naturdenkmäler verzeichnet.
| Bild           | Bezeichnung                                              | Lage | Bemerkung                                     |  |
| -------------- | -------------------------------------------------------- | --- | --------------------------------------------- |  |
| weitere Bilder | Schlosspark in Meitingen                                 | An der Reichsstraße Augsburg-Donauwörth, am südlichen Ortsausgang von Meitingen (48° 32′ 33,7″ N, 10° 51′ 3,6″ O)                    | flächiges Naturdenkmal mit 0,955 ha, ND-06082 |  |
|                | 1 Kastanie (ursprüngliche Bezeichnung: 2 Kastanienbäume) | Herbertshofen. Rechts und links vom Kirchenweg unmittelbar bei der Abzweigung von der Reichsstraße (48° 31′ 41,7″ N, 10° 51′ 6,8″ O) | ND-06083                                      |  |
|                | 1 Linde                                                  | Herbertshofen. Auf dem Gemeindeplatz im oberen Dorf neben dem kleinen Weiher (48° 31′ 27,4″ N, 10° 51′ 22,5″ O)                      | ND-06084                                      |  |
|                | 3 Lindenbäume (ursprüngliche Bezeichnung: 4 Lindenbäume) | Langenreichen. Stehen auf dem Bierkeller neben dem Friedhof Langenreichen (48° 33′ 7,3″ N, 10° 47′ 33,4″ O)                          | ND-06513                                      |  |

## Mickhausen
In Mickhausen sind diese Naturdenkmäler verzeichnet.
| Bild | Bezeichnung                                     | Lage                                                                                             | Bemerkung |
| ---- | ----------------------------------------------- | ------------------------------------------------------------------------------------------------ | --------- |
|      | 6 Linden (ursprüngliche Bezeichnung: 15 Linden) | Wallfahrtskapelle Herrgottsruh, östlich oberhalb von Mickhausen (48° 14′ 13″ N, 10° 38′ 33,3″ O) | ND-06514  |
|      | 1 Linde                                         | Am Friedhof, nördlicher Ausgang (48° 14′ 8,2″ N, 10° 38′ 19″ O)                                  | ND-06515  |
|      | 1 Eiche                                         | Münster. Vord. Zirkenwald, am Kirchw. Münster-Mickhausen (48° 13′ 57,5″ N, 10° 38′ 19″ O)        | ND-06497  |

## Mittelneufnach
In Mittelneufnach ist dieses Naturdenkmal verzeichnet.
| Bild | Bezeichnung  | Lage                                                                                   | Bemerkung                                         |
| ---- | ------------ | -------------------------------------------------------------------------------------- | ------------------------------------------------- |
|      | Eichengruppe | Im Zusamtal, zwischen vorderer und hinterer Zinkenau (48° 10′ 37,8″ N, 10° 34′ 1,2″ O) | flächenhaftes Naturdenkmal mit 0,336 ha, ND-06516 |

## Neusäß
In Neusäß sind diese Naturdenkmäler verzeichnet.
| Bild                   | Bezeichnung                                                      | Lage                                                                                                   | Bemerkung                                         |
| ---------------------- | ---------------------------------------------------------------- | --- | ------------------------------------------------- |
| weitere Bilder         | Ahorn- und Birkenallee                                           | Hainhofen. Am Fußweg Hainhofen-Westheim (48° 23′ 5,3″ N, 10° 48′ 30,5″ O)                              | flächenhaftes Naturdenkmal mit 0,566 ha, ND-06518 |
| Park Schloss Hainhofen | Rotbuchen- und Ahornbestand                                      | Hainhofen. Im Schlosspark (48° 23′ 11″ N, 10° 48′ 1″ O)                                                | flächenhaftes Naturdenkmal mit 1,632 ha, ND-06517 |
| weitere Bilder         | Hohlweg                                                          | Ottmarshausen. Teil des Gemeindeverbindungsweges Ottmarshausen-Aystetten (48° 24′ 3″ N, 10° 47′ 54″ O) | flächenhaftes Naturdenkmal mit 1,375 ha, ND-06519 |
| Vier Linden Westheim   | 4 Linden an der Einmündung des Kapellenweges in die Kobelstraße, | Westheim (48° 23′ 0,1″ N, 10° 49′ 8,8″ O)                                                              | ND-06520                                          |

## Schwabmünchen
In Schwabmünchen sind diese Naturdenkmäler verzeichnet.
| Bild               | Bezeichnung               | Lage                                                                                                  | Bemerkung                                        |
| ------------------ | ------------------------- | --- | ------------------------------------------------ |
| Kapelle mit Linden | 2 Linden                  | An der Feldkapelle, Straße nach Untermeitingen. (48° 10′ 26,6″ N, 10° 46′ 7,2″ O)                     | ND-06525                                         |
|                    | 13 Linden                 | Am Schützenheim, südöstlich. (48° 10′ 17,1″ N, 10° 45′ 31,9″ O)                                       | ND-06524                                         |
|                    | 3 Lärchen                 | Dreifaltigkeitskreuz, nordöstlich der Gemeinde. (48° 11′ 37″ N, 10° 45′ 38,6″ O)                      | ND-06523                                         |
|                    | 3 Ahorn, 1 Linde          | An der Antoniuskapelle, Straße Schwabmünchen-Leuthau. (48° 11′ 16,8″ N, 10° 44′ 37,9″ O)              | ND-06899                                         |
|                    | Birkenallee ca. 200 Bäume | Vom Altersheim am Feldgießgraben entlang bis zum Bader-Huber-Steg. (48° 10′ 49,8″ N, 10° 44′ 51,5″ O) | flächenhaftes Naturdenkmal mit 1,169 ha, ND-6522 |

## Thierhaupten
In Thierhaupten sind diese Naturdenkmäler verzeichnet.
| Bild           | Bezeichnung                        | Lage | Bemerkung |
| -------------- | ---------------------------------- | --- | --------- |
| weitere Bilder | Wallanlage                         | Königsbrunn westlich der nahen S 2381 (48° 35′ 19,8″ N, 10° 54′ 21″ O)                                         | ND-06085  |
|                | 1 ca. 150 Jahre alter Holzbirnbaum | Ca. 6 m südlich des Fahrbahnrandes der S 2045 in Höhe des Grundstücks Palat (48° 33′ 57,9″ N, 10° 53′ 46,7″ O) | ND-06089  |
|                | 1 alte Eiche                       | An der S 2045 bei Straßen-km 17,347 (48° 33′ 54,2″ N, 10° 53′ 25,8″ O)                                         | ND-6090   |
|                | 1 alte Eiche                       | Auf dem sogenannten Kreuzberg, ca. 2½ m vom Rand des Flurstücks 184. (48° 33′ 52,3″ N, 10° 54′ 56,3″ O)        | ND-6088   |
|                | Baumgruppe mit Gebüsch             | Am sogenannten Edenhausner Weg. (48° 33′ 25,2″ N, 10° 54′ 58,6″ O)                                             | ND-6087   |

## Untermeitingen
In Untermeitingen sind diese Naturdenkmäler verzeichnet.
| Bild                                | Bezeichnung                                  | Lage                                                                            | Bemerkung |
| ----------------------------------- | -------------------------------------------- | ------------------------------------------------------------------------------- | --------- |
| Lindenallee Untermeitingen          | Lindenallee, 4 Bäume (Lindenallee, 10 Stück) | Fußweg nach Klosterlechfeld (48° 9′ 42,6″ N, 10° 48′ 34″ O)                     | ND-06527  |
| 2 Linden am Lechrain Untermeitingen | 2 Linden (3 Linden)                          | Am Lechrain, südl. vom Schloss „Johannisberg“ (48° 9′ 38,9″ N, 10° 48′ 18,8″ O) | ND-06528  |
| Platane Untermeitingen              | Platane                                      | Östlich des Friedhofseinganges (48° 9′ 47,5″ N, 10° 48′ 15,7″ O)                | ND-06529  |

## Ustersbach
In Ustersbach sind diese Naturdenkmäler verzeichnet.
| Bild                        | Bezeichnung                   | Lage                                                                                     | Bemerkung |
| --------------------------- | ----------------------------- | ---------------------------------------------------------------------------------------- | --------- |
|                             | 3 Linden (bis 2016: 7 Linden) | Bei der Kirche und am Kriegerdenkmal. (48° 18′ 52,7″ N, 10° 38′ 34,8″ O)                 | ND-06533  |
|                             | 2 Eichen (bis 2016: 3 Eichen) | Bei der Kirche und beim Teich nahe der Lourdesgrotte. (48° 18′ 48,1″ N, 10° 38′ 35,8″ O) | ND-06530  |
| Kapelle zwischen den Linden | 2 Linden                      | Bei der Annakapelle. (48° 18′ 48,9″ N, 10° 37′ 47,5″ O)                                  | ND-06532  |
|                             | Birkenwäldchen bei Mödishofen | Südöstlich des Bahnhofs Mödishofen. (48° 19′ 37,1″ N, 10° 39′ 45,4″ O)                   | ND-06534  |

## Wehringen
In Wehringen ist dieses Naturdenkmal verzeichnet.
| Bild                               | Bezeichnung | Lage                                                      | Bemerkung |
| ---------------------------------- | ----------- | --------------------------------------------------------- | --------- |
| Linden bei Wertachbrücke Wehringen | 2 Linden    | Straße nach Straßberg. (48° 15′ 20,1″ N, 10° 47′ 14,6″ O) | ND-06535  |

## Welden
In Welden sind diese Naturdenkmäler verzeichnet.
| Bild           | Bezeichnung                                                                               | Lage                                                               | Bemerkung |
| -------------- | ----------------------------------------------------------------------------------------- | ------------------------------------------------------------------ | --------- |
| weitere Bilder | Lindenallee (54 Linden) (ursprüngliche Bezeichnung: 1 Kastanienbaum, Allee mit 56 Linden) | Ganghofer-Allee auf dem Theklaberg (48° 27′ 28,4″ N, 10° 40′ 0″ O) | ND-06536  |

## Zusmarshausen
In Zusmarshausen sind diese Naturdenkmäler verzeichnet.
| Bild               | Bezeichnung           | Lage | Bemerkung                                    |
| ------------------ | --------------------- | --- | -------------------------------------------- |
|                    | 1 Linde               | Am Friedhof bei einer Feldkapelle (48° 23′ 56,8″ N, 10° 36′ 17,2″ O)                                               | ND-06538                                     |
| Linden im Forstamt | 2 Linden              | Im Hofe des Forstamtes (48° 23′ 53,2″ N, 10° 35′ 45,8″ O)                                                          | ND-06539                                     |
| Drei Linden        | 3 Linden              | 120 m südlich der Autobahn an der Straße nach Wörleschwang auf einem kleinen Hügel (48° 24′ 22,9″ N, 10° 36′ 5″ O) | ND-06540                                     |
|                    | 1 Buche               | Gabelbach. Auf dem Hornberg an der Südwestecke des Grundstückes Fl. Nr. 733/1 (48° 23′ 8,9″ N, 10° 33′ 33,7″ O)    | ND-06541                                     |
|                    | 1 Linde               | Steinekirch. 800 m südöstlich der Kirche an einem Feldweg (48° 22′ 6,2″ N, 10° 35′ 11,9″ O)                        | ND-06542                                     |
| Kapelle mit Linde  | 1 Linde               | Vallried. Neben der Kapelle (48° 24′ 7″ N, 10° 34′ 38,2″ O)                                                        | ND-06545                                     |
|                    | Moosteile am Wollbach | Vallried und Wollbach. (48° 24′ 35,1″ N, 10° 34′ 7,9″ O)                                                           | flächiges Naturdenkmal mit 4,12 ha, ND-06544 |

## Ehemalige Naturdenkmäler

### Fischach
| Bild | Bezeichnung                                                   | Lage                                                       | Bemerkung                                                                        |
| ---- | ------------------------------------------------------------- | ---------------------------------------------------------- | -------------------------------------------------------------------------------- |
|      | 1 Linde (ursprüngliche Bezeichnung: 5 Linden, 2015: 2 Linden) | An der Leonhardskapelle (48° 17′ 29,7″ N, 10° 39′ 31,5″ O) | Die letzte Linde wurde aufgrund von Pilzbefall im Februar 2024 gefällt. ND-06482 |